# Phoukhoune
Phoukhoune là một huyện (muang, mường)  thuộc tỉnh Luangprabang ở thượng   Lào .